# Moundridge, Kansas
Moundridge là một thành phố thuộc quận McPherson, tiểu bang Kansas, Hoa Kỳ. Năm 2010, dân số của xã này là 1737 người.

## Dân số
Dân số các năm:
- Năm 2000: 1593 người
- Năm 2010: 1737 người